# Luftverkehrskaufmann
Luftverkehrskaufmann/-frau ist ein anerkannter Ausbildungsberuf in Deutschland.

## Ausbildung
Die Ausbildung dauert grundsätzlich drei Jahre. Eine Verkürzung der Ausbildungsdauer aufgrund entsprechender Vorschriften beziehungsweise die vorzeitige Zulassung zur Prüfung gemäß Berufsbildungsgesetz (BBiG) ist möglich.
Ausgebildet werden Luftverkehrskaufleute bei Fluggesellschaften und Flughafengesellschaften.

## Aufgaben
Der Arbeitsbereich der Luftverkehrskaufleute umfasst unter anderem die Planung und Organisation der Beförderung von Personen und Gütern, die Beratung von Kunden sowie Reservierung und Verkauf von Flugtickets.
Weiter beschäftigen sich Luftverkehrskaufleute mit Flughafenausbauprogrammen, Flughafenbeteiligungen, Einkauf, Personalwesen, Controlling, Finanz-/Rechnungswesen, Marketing, Fachlogistik, Bodenverkehrsdiensten, Verkehrs-/Terminalmanagement, Immobilien und Facility Management.

## Geschichte
Den Beruf Luftverkehrskaufmann/-frau gibt es seit 1957.